# بخش اسلامیه
بخش اسلامیه به مرکزیت باغشهر اسلامیه، یکی از بخش‌های تشکیل‌دهندهٔ شهرستان فردوس است.
مطابق مصوبه هیئت وزیران در تاریخ ۱۳۹۹/۲/۲۸، این بخش از بخش مرکزی شهرستان فردوس جدا و به‌صورت یک بخش مستقل درآمد.

## تقسیمات کشوری
این بخش، از دو دهستان به نام‌های
- باغستان
- برون

و دو نقطه شهری اسلامیه و باغستان تشکیل شده و در سال ۱۳۹۵، ۱۴٬۲۶۷ نفر جمعیت داشته‌است. از این میزان جمعیت، ۹٬۸۱۲ نفر در شهرهای اسلامیه و باغستان و ۴٬۴۵۵ نفر در روستاها ساکن بوده‌اند.
آبگرم معدنی فردوس در این بخش و در دهستان برون قرار دارد.